# Адам Тарло (староста)
Адам Тарло гербу Топор (пол. Adam Tarło; нар. 25 березня 1708, Гощин — пом. 4 лютого 1770, або 9 січня 1772, м.Збриж) — державний та військовий діяч, урядник Королівства Польського в Речі Посполитій.

## Життєпис
Походив з польського магнатського роду Тарлів. Син Юзефа Тарла, старости гощинського і бжеговського, та Маріанни Менщінської. Народився у 1708 році. У 1713 році втратив батька, успадкувавши староства гощинське і бжеговське.
У 1733 році обирається від Подільського воєводства послом (делегатом) на надзвичайний сейм. Того ж року обирається від Черської землі на елекційний сейм, де підтримав кандидатуру на трон Станіслава Лещинського. У 1734 році доєднався до Дзіковської конфедерації. Після поразки конфедератів у 1735 році замирився з королем Августом II. Отримав скальське староство 31 жовтня 1740 р.
Одружився в 1729 році з Соломією Межеєвською, донькою скальського старости Валентия Межеєвського.
У 1746 році обирається від Подільського воєводства на сейм, а у 1750 року обирається на сейм вже від Мазовецького воєводства. 1750 року стає генерал-майором коронних військ.
У 1750 році вступив у протистояння за спадщину свого родича Яна Тарла, який залишив Адамові летицівське і кам'янецьке староство, а його синам Міньковецький ключ, Калюс, Капустяни, Пенкошув, Волю Пенкошувську, Радзєйовіце і Мщонув. Втім сестри і небожі Яна Тарла (Жевуські, Любомирські і Мнішки) поділили увесь спадок між собою. Адаму Тарло було залишено лише шефство над першим лановим региментом, але до 1751 року. Перша спроба оскаржити ці дії сталася 1750 року, наступна 1753 року. Лише у 1759 році Коронний трибунал у Любліні після судового розгляду ухвалив декрет у цій справі, за яким Адамові Тарлові присуджено половину Міньківців, Калюса і Капустян. Щоправда Францішка Жевуська не повернула Адамові Тарлові половину Міньківців, оскільки задовольнила його, сплативши йому половину вартості цього маєтку — 68 953 злотих. Проте, згідно з наступним рішенням Трибуналу Коронного в 1761 році, половина Міньковецького ключа перейшла до Адама Тарла. До другу половину останній боровся до самої смерті, але марно. Лише його синам вдалося виграти судову тяганину.
Протягом 1760-х років намагався протистояти намірам Російської імперії посилити свій вплив у Речі Посполитій. Помер у 1772 році.
Дідичив Збрижський ключ з містечком Збриж. В 1744 році там заклав кляштор капуцинів, в якому після смерті і був похований, а також відбудував замок.

## Родина
Дружина — Соломія Межеєвська.
Діти:
- Казимир, полковник ланового регіменту
- Шимон (1744—1784), скальський староста
- Єва
- Бонавентура, бжеговський староста